# Уметничко позориште
51° 30′ 43″ С; 0° 07′ 39″ И / 51.511944° С; 0.1275° И
Уметничко позориште (енгл. Arts Theatre) је позориште у Вестминстеру, у централном Лондону. 

## Историја
Отворен је 20. априла 1927. као клуб за извођење представа, чиме су избегли ограниченост тема од позоришта. Била је то једна од малобројних посвећених, независних позоришних компанија, који су ризиковали приказивајући разноврсне нове и експерименталне представе. Позоришни продуцент Норман Маршал поменуо их је као Друго позориште у истоименој књизи 1947. године. 
Позориште је отворено ревијом Херберта Фарџеона под називом Пикник, продукцијом Харолда Скота и уз музику Беверли Николса. Његова прва важна продукција био је Млади Вудли, Џон ван Друтен, инсцениран 1928. године, који је касније приказиван у Савојском позоришту, када је укинута забрана лорда Чемберлена. Године 1942. Алек Клунс и Џон Ханау преузели су вођење позоришта и десет година су режирали представе. Године 1946. Клунс се удружио са Питером Елстобом како би зарадио 20.000 фунти, што је представљало финансијску основу позоришта.
Рони Баркер је режирао Црнина приличи Електри у Уметничком позоришту 1955. Глумео је у бројним представама између 1955. и 1968. године. У августу 1955. године, Хал је режирао премијеру филма Чекајући Годоа Семјуел Бекетa на енглеском језику. Ово је била важна прекретница у модерном позоришту за Британију. Након тога, од 1956. до 1959. године, Хал је водио Уметничко позориштe. 
Према извештају Ко је ко у  позоришту (14. и 15. издање), између априла 1962. и јануара 1967.  Уметничко позориште било је познато и као Ново уметничко позориште. 
Од 1967. до 1999. године Уметничко позориште је такође постаo дом за дечије позориште Једнорог, под вођством оснивача Керилa Џенерa. У међувремену, представе за одрасле наставиле су се приказивати у вечерњим сатима, укључујући сатиричне представе које је, премијерно у јуну 1976, приказивана четири године у Уметничком позоришту. 
Позориште су закупили британски и амерички продуценати 2000. године на петогодишњи период. Поновни рад је започет представом Јулијана Мичела Друга земља. У то време приказивана је и представа Вагинини монолози. 
Године 2011. позориште је преузео Хосе Хуан Годман.
Луис Хартшорн је 2014. године преузео функцију извршног директора. Позориште сада садржи две дворане за пробе и дворану за премијеру за шездесет особа. 

## Продукцијa
- Југ[4][5][6] — 1955.
- Дечји час[7] — 1955.
- Темплетон[8] — 1958.
- У Белој Америци[9][10] — 1964.
- Елегије — 7—14. новембар 2004. године
- Водич за сексуалну беду — од јануара до априла 2011. године
- Живот и музика — април 2011.
- Прича о Дејвиду Вуду — април 2011.
- Лицем у лице уметности (серија) — мај 2011.
- Бети и Џоун — од маја до јуна 2011. године
- Еве Ферет поново пева — јун 2011.
- Човек — од фебруара до априла 2013. године
- Приче о духовима — од фебруара 2014. до марта 2015. године
- Лоши Јевреји — од марта до јуна 2015. године
- Браћа Блуз — новембар 2015. до јануарa 2016. године
- Амерички идиот — од јула до новембра 2015, од јула до септембра 2016.
- Играч
- Субота увече
- Узвик!
- Божићне песме
- Човек без значаја
- Журка
- Комплетна дела Вилијама Шекспира (скраћено)
- Љиљани на земљи
- Шест
- О Боже!
- Токсични осветник